# Телохранители и убийцы
«Телохранители и убийцы» (англ. Bodyguards and Assassins, кит. трад. 十月圍城, упр. 十月围城, палл. Ши юэ вэй чэн) — исторический драматический боевик 2009 года, срежиссированный Тедди Чэнь. Фильм рассказывает о поездке Сунь Вэня в Британский Гонконг, чтобы обсудить с соратниками планы по началу революции по свержению империи Цин и установлению Китайской республики. Когда становится известно о прибытии революционера в город, группа людей из разных слоёв общества объединяется, чтобы любой ценой защитить гостя от наёмников, посланных правительством Цин. В 2010 году картина стала лауреатом Гонконгской кинопремии в категории «Лучший фильм».

## Сюжет
В 1905 году Сунь Вэнь намеревается совершить секретную поездку в Британский Гонконг, чтобы обсудить с товарищами-революционерами планы по свержению правящей династии Цин и провозглашению новой Китайской республики. Когда правительство Цин узнаёт о готовящемся визите, оно посылает в Гонконг группу наёмных убийц, чтобы те ликвидировали Сунь Вэня по прибытии. Незадолго до приезда редактор газеты Чэнь Шаобай встречается с коммерсантом Ли Ютаном, тайно финансировавшим революционеров, чтобы сообщить ему о предстоящей встрече. Проблемы у повстанцев в Гонконге начинают возникать, когда знакомые Шаобая начинают погибать от рук наёмников, а его самого похищают во время очередного нападения. Ютан официально заявляет о своей поддержке революционеров после закрытия газетного агентства британскими властями, которые не вмешиваются в политическую ситуацию в Китае. Он также собирает разношёрстную команду, состоящую из людей всех слоёв общества, включая рикш, лоточников и нищего, чтобы защитить Сунь Вэня в Гонконге и обеспечить безопасность во время встречи. Сын Ютана, Чунгуан, добровольно вызывается исполнять роль приманки, чтобы отвлечь убийц с материка, пока гость присутствует на встрече и благополучно покидает Гонконг.

## В ролях
| Актёр             | Роль                               |
| ----------------- | ---------------------------------- |
| Донни Йен         | Шэнь Чунъян                        |
| Ван Сюэци         | Ли Юйтан                           |
| Тони Люн Кафай    | профессор Чэнь Шаобай              |
| Николас Це        | Дэн Сыди                           |
| Ху Цзюнь          | генерал Янь Сяого                  |
| Эрик Цан          | начальник полиции Гонконга Ши Мифу |
| Ли Юйчунь         | Фан Хун                            |
| Фань Бинбин       | Юэжу                               |
| Чжоу Юнь          | Чунь                               |
| Менге Батыр       | Ван Фумин                          |
| Ван Боцзе         | Ли Чунгуан                         |
| Леон Лай          | Лю Юйбай                           |
| Джеки Чун         | профессор Ян Цюйюнь                |
| Мишель Моник Райс | женщина Лю Юйбая                   |
| Саймон Ям         | генерал Фан Тянь                   |
| Кунг Ле           | убийца Ша Чжэньшань                |
| Чжан Цзянья       | босс Фэн                           |
| Люй Чжун          | госпожа Ян                         |
| Джон Сам          | Чжан Даю, отец Чунь                |
| Чжан Ханьюй       | Сунь Вэнь                          |

## Критика
На сайте-агрегаторе рецензий Rotten Tomatoes у фильма 57 % положительных отзывов кинокритиков на основе 7 рецензий со средней оценкой 9,00 из 10, при этом общий зрительский рейтинг составляет 71 % и оценку 3,6 из 5.

## Награды и номинации
| Кинопремия                                        | Категория                           | Лауреат / претендент | Результат | Источник |
| ------------------------------------------------- | ----------------------------------- | --- | --------- | -------- |
| 4-я церемония награждения Азиатской кинопремии    | «Лучший фильм»                      | «Телохранители и убийцы» | Номинация | [ 5 ]    |
| 4-я церемония награждения Азиатской кинопремии    | «Лучший актёр»                      | Ван Сюэци | Победа    | [ 5 ]    |
| 4-я церемония награждения Азиатской кинопремии    | «Лучшая мужская роль второго плана» | Николас Це | Победа    | [ 5 ]    |
| 4-я церемония награждения Азиатской кинопремии    | «Лучший дебютант»                   | Ли Юйчунь | Номинация | [ 5 ]    |
| 4-я церемония награждения Азиатской кинопремии    | «Лучшие костюмы»                    | Дора Ын | Номинация | [ 5 ]    |
| 4-я церемония награждения Азиатской кинопремии    | «Лучшая работа художника»           | Кен Мак | Номинация | [ 5 ]    |
| 29-я церемония награждения Гонконгской кинопремии | «Лучший фильм»                      | «Телохранители и убийцы» (производство — Cinema Popular Ltd., исполнительные продюсеры — Питер Чань Хосань, Хуан Цзяньсинь, Джоджо Хёй) | Победа    | [ 6 ]    |
| 29-я церемония награждения Гонконгской кинопремии | «Лучшая режиссура»                  | Тедди Чэнь | Победа    | [ 6 ]    |
| 29-я церемония награждения Гонконгской кинопремии | «Лучший сценарий»                   | Го Цзюньли, Цинь Тяньнань, Джойс Чань, Чань Тхунмань                                                                                    | Номинация | [ 6 ]    |
| 29-я церемония награждения Гонконгской кинопремии | «Лучшая мужская роль»               | Ван Сюэци | Номинация | [ 6 ]    |
| 29-я церемония награждения Гонконгской кинопремии | «Лучшая мужская роль второго плана» | Тони Люн Кафай | Номинация | [ 6 ]    |
| 29-я церемония награждения Гонконгской кинопремии | «Лучшая мужская роль второго плана» | Николас Це | Победа    | [ 6 ]    |
| 29-я церемония награждения Гонконгской кинопремии | «Лучшая женская роль второго плана» | Ли Юйчунь | Номинация | [ 6 ]    |
| 29-я церемония награждения Гонконгской кинопремии | «Лучшая женская роль второго плана» | Фань Бинбин | Номинация | [ 6 ]    |
| 29-я церемония награждения Гонконгской кинопремии | «Лучший актёрский дебют»            | Ли Юйчунь | Номинация | [ 6 ]    |
| 29-я церемония награждения Гонконгской кинопремии | «Лучшая операторская работа»        | Артур Вон | Победа    | [ 6 ]    |
| 29-я церемония награждения Гонконгской кинопремии | «Лучшая киномонтажная работа»       | Дерек Хёй, Вон Хой | Номинация | [ 6 ]    |
| 29-я церемония награждения Гонконгской кинопремии | «Лучший арт-директор»               | Кен Мак | Победа    | [ 6 ]    |
| 29-я церемония награждения Гонконгской кинопремии | «Лучший дизайн костюмов и грима»    | Дора Ын | Победа    | [ 6 ]    |
| 29-я церемония награждения Гонконгской кинопремии | «Лучшая хореография»                | Дун Вэй, Лэй Татчхиу | Победа    | [ 6 ]    |
| 29-я церемония награждения Гонконгской кинопремии | «Лучшая музыка к фильму»            | Чань Куонвин, Питер Кам | Победа    | [ 6 ]    |
| 29-я церемония награждения Гонконгской кинопремии | «Лучшая песня»                      | «Порошок» (музыка — Чань Куонвин, слова — Крис Сам, исполнитель — Ли Юйчунь)                                                            | Номинация | [ 6 ]    |
| 47-й Тайбэйский кинофестиваль «Золотая лошадь»    | «Лучший полнометражный фильм»       | Cinema Popular Limited | Номинация | [ 7 ]    |
| 47-й Тайбэйский кинофестиваль «Золотая лошадь»    | «Лучшая режиссура»                  | Тедди Чэнь | Номинация | [ 7 ]    |
| 47-й Тайбэйский кинофестиваль «Золотая лошадь»    | «Лучшая мужская роль»               | Ван Сюэци | Номинация | [ 7 ]    |
| 47-й Тайбэйский кинофестиваль «Золотая лошадь»    | «Лучшая мужская роль второго плана» | Николас Це | Номинация | [ 7 ]    |
| 47-й Тайбэйский кинофестиваль «Золотая лошадь»    | «Лучшая операторская работа»        | Артур Вон | Номинация | [ 7 ]    |
| 47-й Тайбэйский кинофестиваль «Золотая лошадь»    | «Лучшие визуальные спецэффекты»     | Ын Юньфай, Час Чау, Джо Тхам, Юн Куокъинь                                                                                               | Номинация | [ 7 ]    |
| 47-й Тайбэйский кинофестиваль «Золотая лошадь»    | «Лучший грим и дизайн костюмов»     | Дора Ын | Победа    | [ 7 ]    |
| 47-й Тайбэйский кинофестиваль «Золотая лошадь»    | «Лучшая экшн-хореография»           | Дун Вэй, Лэй Татчхиу | Номинация | [ 7 ]    |
| 47-й Тайбэйский кинофестиваль «Золотая лошадь»    | «Лучший монтаж»                     | Дерек Хёй, Вон Хой | Номинация | [ 7 ]    |